# Susan Anspach
Susan Anspach, född 23 november 1942 i New York i New York, död 2 april 2018 i Los Angeles, var en amerikansk skådespelare.

## Filmografi (urval)
- 1970 – The Landlord
- 1970 – Five Easy Pieces
- 1972 – En gång till, Sam
- 1981 – Montenegro eller Pärlor och svin
- 1985 - Mot rymden (miniserie)
- 1994 – Cagney & Lacey: The Return
- 1994 – Sixten